# Julijonas Steponavičius
Julijonas Steponavičius (in russo Юлийонас Степонавичюс?; Distretto di Astravec, 18 ottobre 1911 – Vilnius, 18 giugno 1991) è stato un arcivescovo cattolico lituano; vescovo di Panevėžys e arcivescovo di Vilnius, vittima della persecuzione dei cristiani in URSS.

## Biografia
Nacque da una famiglia dei contadini lituani originaria dell'attuale Bielorussia, nell'ex Impero russo. Terminò gli studi al seminario diocesano di Vilnius e alla facoltà teologica dell'Università di Vilnius fu ordinato sacerdote il 21 giugno 1936; insegnò al ginnasio di Hrodna e dal 1939 svolse il suo ministero in varie parrocchie lituane. Il 22 maggio 1955 fu nominato vescovo ausiliare di Panevėžys e titolare di Antarado. L'11 settembre 1955 venne consacrato vescovo dal vescovo di Panevėžys Kazimieras Paltarokas, senza vescovi co-consacranti, e diventò amministratore apostolico di Panevėžys. L'8 dicembre 1957 ricevette l'incarico di amministratore apostolico di Vilnius, dal 10 marzo 1989 fu arcivescovo di Vilnius.
Come vescovo cattolico nella Repubblica Socialista Sovietica Lituana fu esiliato senza processo dalla sua diocesi e confinato nella piccola città di Žagarė nel settentrione lituano, dove fu costretto agli arresti domiciliari, sempre sotto lo stretto controllo della polizia. La sua colpa consisteva nel fatto di non essere in pieno accordo con il rappresentante del Soviet per gli affari religiosi della repubblica. I sacerdoti lituani continuarono a considerare il vescovo caduto in disgrazia come il loro capo spirituale e ad andare da lui per consultarsi. Nelle feste poi il suo luogo di confino era oggetto di pellegrinaggi affollati. Il 30 novembre 1971, 1343 sacerdoti della Diocesi di Panevėžys si rivolsero al Presidente del Consiglio dei ministri dell'Unione Sovietica Aleksej Kosygin e al Soviet dei ministri della Lituania per ottenere il rilascio dal confino di monsignor Steponavičius. Al ritorno dal confino, il vescovo continuò a dirigere la diocesi di Vilnius, fino al giugno 1991 quando morì. 
A dicembre dello stesso anno, dopo la fine del governo sovietico e la piena indipendenza lituana, fu nominato il suo successore, l'arcivescovo Audrys Juozas Bačkis.

## Genealogia episcopale e successione apostolica
La genealogia episcopale è:
- Cardinale Scipione Rebiba
- Cardinale Giulio Antonio Santori
- Cardinale Girolamo Bernerio, O.P.
- Vescovo Claudio Rangoni
- Arcivescovo Wawrzyniec Gembicki
- Arcivescovo Jan Wężyk
- Vescovo Piotr Gembicki
- Vescovo Jan Gembicki
- Vescovo Bonawentura Madaliński
- Vescovo Jan Małachowski
- Arcivescovo Stanisław Szembek
- Vescovo Felicjan Konstanty Szaniawski
- Vescovo Andrzej Stanisław Załuski
- Arcivescovo Adam Ignacy Komorowski
- Arcivescovo Władysław Aleksander Łubieński
- Vescovo Andrzej Mikołaj Stanisław Kostka Młodziejowski
- Arcivescovo Kasper Kazimierz Cieciszowski
- Vescovo Franciszek Borgiasz Mackiewicz
- Vescovo Michał Piwnicki
- Arcivescovo Ignacy Ludwik Pawłowski
- Arcivescovo Kazimierz Roch Dmochowski
- Arcivescovo Wacław Żyliński
- Vescovo Aleksander Kazimierz Bereśniewicz
- Arcivescovo Szymon Marcin Kozłowski
- Vescovo Mečislovas Leonardas Paliulionis
- Vescovo Kasper Felicjan Cyrtowt
- Arcivescovo Wincenty Kluczyński
- Arcivescovo Pranciškus Karevičius, M.I.C.
- Vescovo Kazimieras Paltarokas
- Arcivescovo Julijonas Steponavičius

Julijonas Steponavičius non ha consacrato nessun vescovo.